# Parlamentär

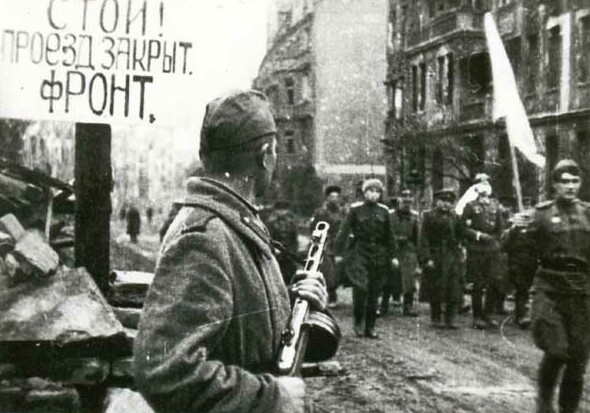
Deutsche Parlamentäre nach der Schlacht um Breslau (1945)

Ein Parlamentär ist ein Unterhändler zwischen Krieg führenden Parteien. Der Status eines Parlamentärs ist unter anderem im dritten Kapitel (Artikel 32 bis 34) der Haager Landkriegsordnung geregelt. Danach genießt der Parlamentär völkerrechtlich Unverletzlichkeit.
Nach Artikel 32 wird als Parlamentär nur der Verhandlungsbevollmächtigte selbst bezeichnet, der sich mit der Parlamentärflagge – der sogenannten „weißen Flagge“ – zeigen muss. Geschützt ist jedoch auch seine Begleitung in Gestalt von Fahnenträger, Dolmetscher und Trompeter, Hornist oder Trommler.
Artikel 33 beschreibt die Rechte der Gegenpartei, zu welcher der Parlamentär ausgesandt ist. Demnach besteht keine Pflicht, ihn zu empfangen. Auch ist es dem Gegner erlaubt, den Parlamentär festzuhalten oder andere Maßnahmen zu ergreifen, damit durch ihn keine geheimen Informationen an den Feind gehen.
Laut Artikel 34 verliert der Parlamentär die Unverletzlichkeit, wenn er seine Stellung missbraucht, um Verrat zu üben.